# 回剝
回剝（英語：back stripping)是一種地球物理分析技術，用于根據沉積岩層序資料，估計沉積盆地基底所受到的由構造運動的沉降。
通常沉積盆地的基底受兩種因素下降，以便提供沉積空間。構造運動及負荷沉積物和水的重力。囘剝技術就是排除沉積物和水的影響，導出因構造運動而形成的盆地基底沉降歷史。在典型情況下，沉積盆地從邊緣到中心加深，沉積物也隨之增厚。通過一層地層厚度的消除（剝離）后, 將下一層頂界面回復到同一個基準面。這時的基底深度就代表當時的基地構造形狀。通過連續地層層層的剝離，盆地基底的加深歷史就可以反向描述。從而獲得有關其構造起源的線索。更完整的分析必須考慮到沉積厚度被壓實的量 。